# Tasseomancja

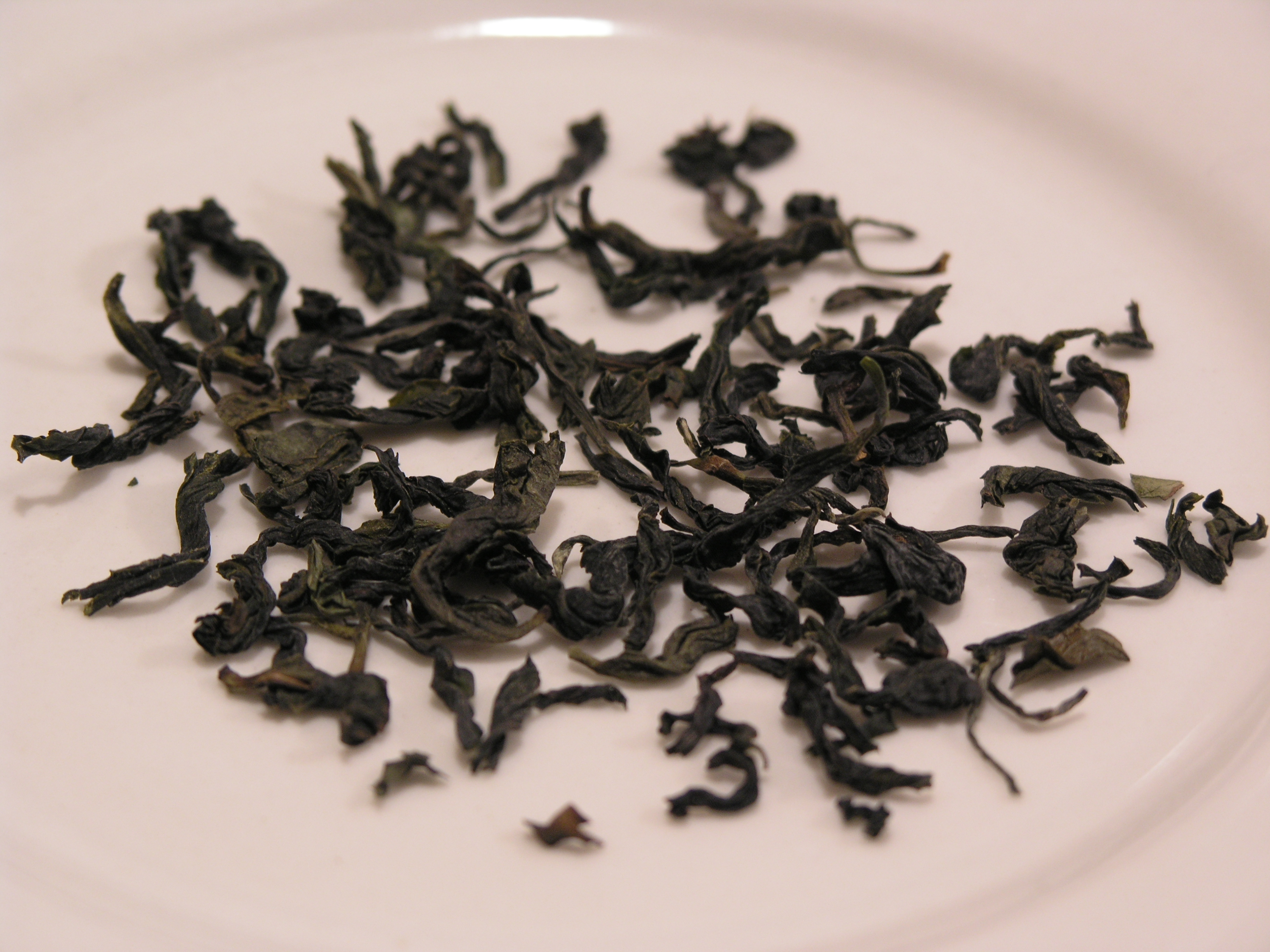
Herbata Spring Pouchong – fusy z niej mogą być wykorzystane do tasseomancji

Tasseomancja (także tasenografia lub tasseografia lub tassologia) – wróżenie z fusów herbacianych albo z osadów z kawy lub wina.
Metoda wróżenia z fusów w Europie zapoczątkowana została w XVII wieku, gdy holenderscy kupcy wprowadzili herbatę z Chin do powszechnego obrotu. Można ją powiązać z wcześniejszą średniowieczną tradycją wróżenia z kształtów roztopionego wosku. Przyjęła się szczególnie w Anglii, Szkocji i Irlandii, gdzie popularne było wręcz wytwarzanie specjalnych glinianych naczyń, przeznaczonych do wróżb z fusów.